# كتابة السيناريو
كتابة السيناريو (بالإنجليزية: Screenwriting)‏ أو كتابة النصوص، هي فن حرفة الكتابة لقطاع الإعلام كالأفلام الرئيسية والإنتاج التلفزيوني وألعاب الفيديو. وغالباً ما تكون هذه المهنة مستقلة.
يكون كاتب السيناريو مسؤولاً عن البحث عن قصة وتطوير السرد وكتابة النص، ثم تسليمها بالصيغة المطلوبة للمنفّذين. وهذا يعني أن لكتاب السيناريو تأثير عظيم على التوجهات الإبداعية، والتأثير العاطفي على النص وعلى الفيلم المنتج. فهم إما يعرضون أفكارهم الأصلية على المنتجين أملاً في بيعها أو تبنيها كعمل محتمل، أو أن يطلب منتج من كاتب سيناريو العمل على إنتاج نص من قصة حقيقية، أو فكرة أو من عمل سابق أو من عمل أدبي كرواية أو مسرحية أو قصيدة أو كتاب هزلي أو قصة قصيرة.

## كتابة السيناريو في مجال الترفيه

### كتابة ألعاب الفيديو
بعد أن أصبحت برمجة ألعاب الفيديو عملية متطورة ومعقدة، أصبحت العديد من الفرص متاحة أمام كتّاب السيناريو في حقل «تصميم ألعاب الفيديو». يعمل كاتب ألعاب الفيديو جنباً إلى جنب مع مصممي الألعاب لإنشاء الشخصيات والسيناريو والحوار.

### كتابة سيناريو شريط تلفزي
يتميز سيناريو الشريط التلفزي بوجود العديد من الأحداث والمواقف، سواء كانت درامية أو كوميدية وماغير ذلك. في الحقيقة إنّ مدةَ عرض الفيلم لا تسمح بتقديم مشاهد طويلة، وبالتالي يسمح هذا النوع من الأفلام للمتلقي بمشاهدة كل الأحداث. ولكتابة سيناريو شريط تلفزي لابد من مراعاة جانب كتابة صور ومشاهد قصيرة من أجل أن يصل المشاهد للصورة الكاملة حول قصة الفيلم.

## صيغ كتابة السيناريو
تمتلك النصوص السينمائية والنصوص التلفزيونية مجموعة من المعايير والمواصفات، بدءاً من الصيغة والتنسيق الملائمين. والغرض منها الوصول بالنص لدرجة تجعله مقروءاً كمخطوطة، وهذه المزايا تساعد في تمييز النصوص الاحترافية من تلك التي لا تتصف بالنضج. من الأهمية بمكان استخدام الصيغة الصحيحة، إذ يمكن إهمال النص وتجاهله بسرعة. ثمة أسباب عملية لذلك، إذ يصعب على الممثلين قراءة النص غير المنسق بصورة صحيحة أثناء التدرب على النص.

## تصوير كتابة السيناريو في الأفلام
تناولت العديد من الأفلام موضوع «كتابة السيناريو»، منها:
- فيلم «تحطيم هوليوود»، إنتاج عام 1931. يتعاون كاتب سيناريو في فيلم عصابات مع عصابة حقيقية. عندما عرض الفيلم، لم يعجب الجمهور بمدى دقة الأحداث.
- فيلم «سانسيت بوليفارد»، إنتاج عام 1950. يلعب الممثل ويليام هولدن دور كاتب سيناريو يجبر على التعاون في كتابة مسرحية مع نجمة أفلام صامتة يائسة ومغمورة (لعبت دورها الممثلة غلوريا سوانسون).
- فيلم «في مكان وحيد»، إنتاج 1950. لعب الممثل هامفري بوغارت دور كاتب سيناريو يتورط في جريمة قتل.
- فيلم «العشيقة»، إنتاج عام 1992. لعب الممثل روبيرت ووهل دور كاتب سيناريو ومنتج ذو رؤية ونزاهة ويكتب نصوصاً خطيرة، لكن ليس لديه وظيفة. يقدمه مارتين لاندوو وهو منتج مهلهل لروبيرت دي نيرو وشخصين آخرين للاستثمار في الفيلم، لكن المعضلة أن كل منهم يرغب في أن تكون عشيقته هي بطلة الفيلم.
- فيلم «اللاعب»، إنتاج عام 1992. يلعب الممثل تيم روبنز دور منتج أفلام يعتقد أنه يتعرض لابتزاز من كاتب سيناريو كان قد رفض السيناريو خاصته.
- فيلم «تكيّف»، إنتاج عام 2002. يلعب الممثل نيكولاس كيج دور كاتب السيناريو تشارلي كوفمان ودور أخيه الخيالي دونالد، إذ يناضل كوفمان لتحويل كتاب خاص بفئة معينة وهو كتاب لص الأوركيد لكتابته سوزان أورلان إلى سيناريو غني لتنتجه هوليوود.
- الفيلم الوثائقي Dreams on Spec الذي أنتج عام 2007 لمتابعة كتاب السيناريو الطموحين الذين يكافحون لتحويل نصوصهم إلى أفلام.
- مسلسل «بنات العيلة»، إنتاج عام 2012، تلعب فيه ديما الجندي دور كاتبة سيناريو.

## البرمجيات المستخدمة في كتابة السيناريو
تتوفر حالياً العديد من البرمجيات التي تساعد كتّاب السيناريو للالتزام بنُسق كتابة المتعارف عليها والموضحة أعلاه. من ذلك: BPC-Screenplay، Celtx، DreamaScript، Montage، Final Draft، Final Draft، Movie Outline. كما ظهرت مؤخراً تطبيقات الهواتف النقالة كـ "Fade In Mobile and Scripts Pro " والتي أصبحت ضرورة تفيد كاتب السيناريو أثناء السفر والتنقل، إذ يمكن تشغيلها والاعتماد عليها من خلال الهواتف الذكية كأيفون وأيباد وأجهزة أندرويد. 
أولى البرمجيات التي استخدمت لكتابة السيناريو كان SmartKey وهو برمجية ماكروية ترسل الأوامر لمعالج النصوص كـ WordStar وووردبيرفكت ومايكروسوفت وورد. استخدم كتاب السيناريو هذه البرمجية بكثافة ما بين عامي 1982 و 1987، ثم استخدمت معالجات النصوص بعد ذلك نظراً لتوفر الخصائص الماكرويية فيها.

## خطوات كتابة سيناريو فيلم
تكمن فنون كتابة السيناريو في القدرة على نقل فكرة إلى قصة جذابة ومثيرة. فيما يلي خطوات هامة لكتابة سيناريو فيلم:
الخطوة الأولى: دراسة السيناريوهات الناجحة
يبدأ العمل بدراسة السيناريوهات الناجحة لفهم الأساليب الفنية المستخدمة في الكتابة، بما في ذلك تقديم الشخصيات والحبكة السردية. 
الخطوة الثانية: إيجاد فكرة غير معتادة
تحديد فكرة قوية للنص السينمائي، وتحديد الأهداف والرسالة التي تريد إيصالها من خلال الفيلم.
الخطوة الثالثة: صياغة السيناريو
بعد تطوير الفكرة، يبدأ الكاتب في صياغة السيناريو بعناصره الأساسية مثل الشخصيات والحوارات والحبكة السردية.
الخطوة الرابعة: التعديل والتحسين
يجب العمل على تحسين السيناريو من خلال التعديلات اللازمة لتحقيق الهدف المطلوب.
الخطوة الخامسة: بناء الشخصيات
بعد تحديد الفكرة وكتابة ملخص القصة، يجب بناء الشخصيات وإعطائها صفات فريدة ومهمة في تطور الأحداث.
الخطوة السادسة: كتابة المسودة
يبدأ الكاتب في كتابة المسودة الأولى بسلاسة دون التركيز على التصحيح في هذه المرحلة.
الخطوة السابعة: المراجعة والتعديل
بعد الانتهاء من المسودة، يتم التراجع عليها بعناية لتحسين جودة القصة وإثارة المشاعر.
الخطوة الثامنة: التحقق من الصياغة والإملاء
يجب التأكد من عدم وجود أخطاء إملائية أو صياغية باستخدام برامج التصحيح، ويفضل مراجعة النص من قبل شخص آخر.
الخطوة التاسعة: إضافة التفاصيل
تعزيز عمق السيناريو من خلال بناء دقيق للشخصيات الرئيسية وتطويرها على مر الأحداث.
المسودة النهائية
عند الانتهاء من كل التعديلات والمراجعات، يجب كتابة المسودة النهائية المصقولة والجاهزة للإرسال للإنتاج.

## انظر ايضاً
يمكنك كتابة سيناريو المانجا أيضا عن طريق كتابة الكلمات بطريقة متداخلة نوعا ما وعدم ترقيمها ليعمل القارئ على البحث في المانجا وهذا سيجعل عملك أكثر تشويق
- أكتب نصّك الخاص
- قسم الكتابة من MovieMakingManual (MMM) Wikibook.
- Closet screenplay
- سيناريو
- Screenwriting guru
- لوحة القصة
- List of film-related topics
- Closet screenplay
- List of film-related topics
- Outline of film
- Prelap
- سيناريو
- لوحة القصة

## وصلات خارجية
- مقالات مجانية عن كتابة السيناريو
- كتابة السيناريو على مشروع الدليل المفتوح
- Screenwriters Lectures: Screenwriters on Screenwriting Series at BAFTA
- The Writers Guild of America